# Calanthemis mocquerysi
Calanthemis mocquerysi är en skalbaggsart som först beskrevs av Jordan 1894.  Calanthemis mocquerysi ingår i släktet Calanthemis och familjen långhorningar. Inga underarter finns listade.